# Steve Harley

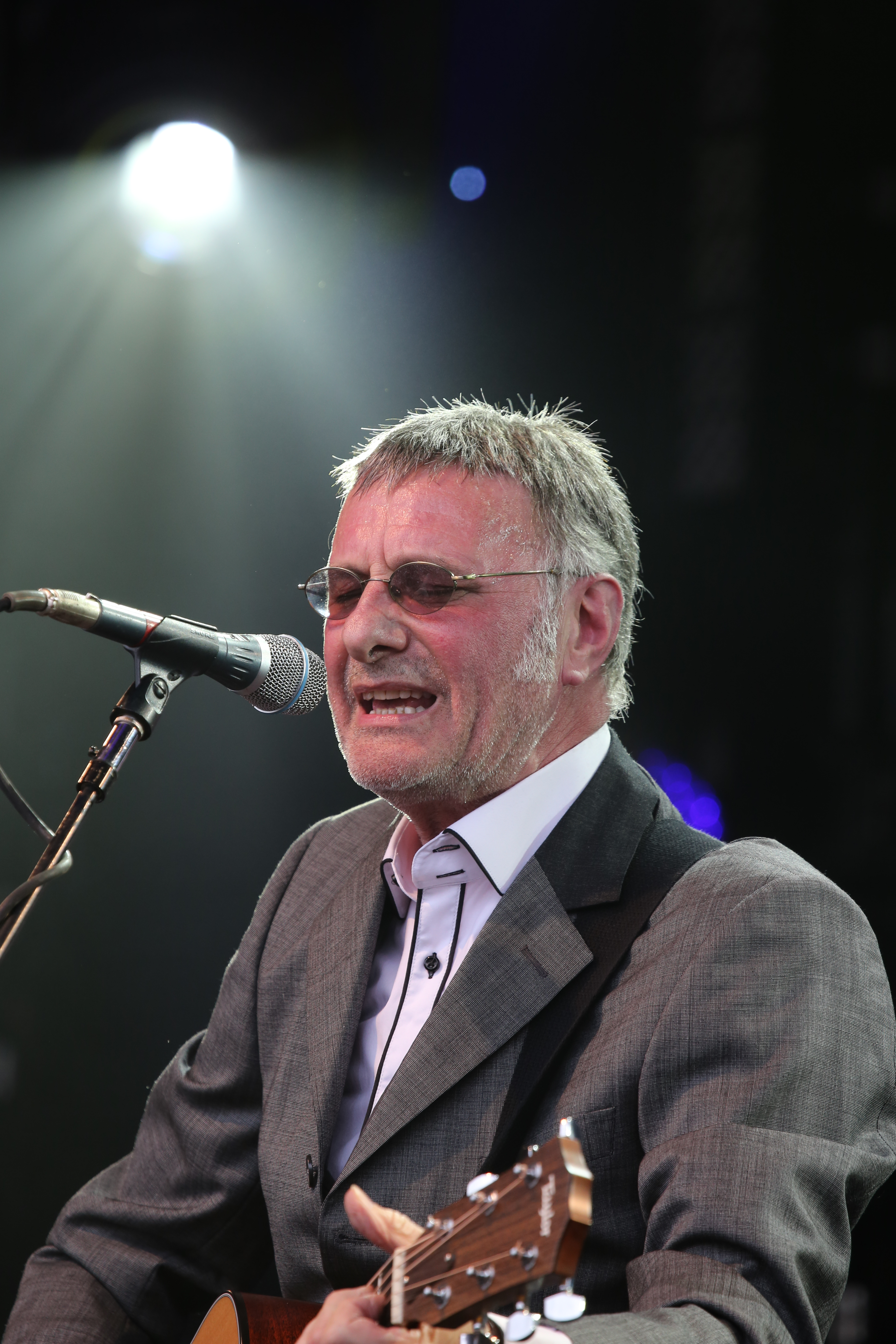
Steve Harley (2014)

Steve Harley (* 27. Februar 1951 in London als Steven Nice; † 17. März 2024 in Suffolk) war ein britischer Musiker und Songschreiber. Er wurde in den 1970er Jahren als Gründer und Sänger der Glam-Rock-Band Cockney Rebel bekannt.

## Anfänge
Im Alter von zwei Jahren erkrankte Steve Harley an Kinderlähmung und verbrachte deshalb bis zu seinem 14. Lebensjahr vier Jahre in Krankenhäusern. Während dieser Zeit wuchs sein Interesse an Musik. Seine Mutter, eine ehemalige Jazzsängerin, förderte durch Gitarren- und Klavierunterricht Harleys Wunsch, Musiker zu werden.
Harley verließ schon früh die Schule und arbeitete als Journalist. In den späten 1960er Jahren begann er, eigene Songs, die teilweise später auch auf seinen Alben erschienen, zu schreiben und in kleinen Clubs in und um London vorzutragen. 1972 gründete er Cockney Rebel.

## 1970er Jahre

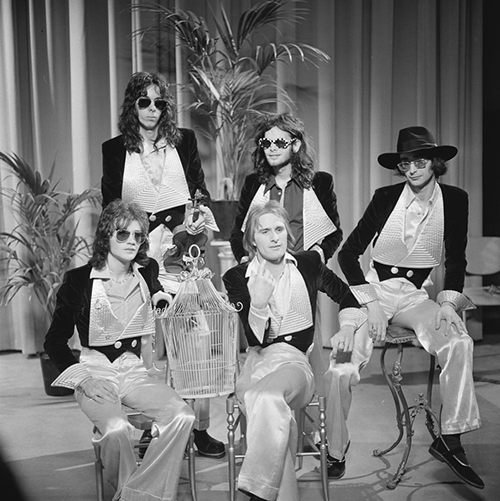
Steve Harley & Cockney Rebel (1974)

Mit wechselnden Mitmusikern, darunter Jim Cregan, John Paul Crocker, Stuart Elliott, George Ford, Paul Avron Jeffries, Duncan MacKay und Milton Reame-James, bestimmte Harley weitgehend alleine die Geschicke von Cockney Rebel. Er verfasste fast das gesamte Songmaterial und wurde nicht selten als egomanischer Bandleader kritisiert, der zu Journalisten und oft auch zu seinen Bandkollegen ein äußerst gespanntes Verhältnis hatte.
Harley zerstritt sich mit den ursprünglichen Bandmitgliedern und formierte eine neue Band, die er von nun an Steve Harley and Cockney Rebel nannte. Einzig der Drummer Stuart Elliott, der fortan auch als Studiomusiker für Paul McCartney, Alan Parsons, Kate Bush und viele andere gefragt war, blieb ihm treu. Harley beteiligte sich 1976 beim Song The Voice auf Parsons Album I Robot als Gastsänger. 1977 agierte er als Backgroundsänger auf der Single Dandy in the Underworld seines langjährigen Freundes Marc Bolan.
Auf seinen folgenden Alben übernahm Harley die Produktionsaufgaben selbst. Ab dem Album Hobo with a Grin von 1978 verzichtete er vorübergehend auch auf den Bandnamen, obwohl weiterhin Cockney-Rebel-Musiker zu seinen Mitmusikern gehörten. Auch Marc Bolan wirkte bei einer der Aufnahmen (America the Brave) als Gitarrist mit. An die Erfolge der vorangegangenen Singles und Alben konnte Harley in kommerzieller Hinsicht nicht mehr anknüpfen, obwohl er weiterhin meist gute Kritiken für seine Arbeiten erhielt und die Konzerte gut besucht waren.
1979 kam während eines Konzerts von Kate Bush der Lichtdirektor Bill Duffield bei einem Unfall ums Leben. Für ihn gab es im Hammersmith Odeon ein Gedenkkonzert mit Peter Gabriel und Steve Harley, für die Duffield auch gearbeitet hatte. Bei diesem Konzert sang Steve Harley die Stücke Best Years of Our Lives und Make Me Smile (Come Up And See Me) solo, die Lieder Them Heavy People, The Woman With the Child in Her Eyes, The Man with the Child in His Eyes sowie Let It Be gemeinsam mit Kate Bush und Peter Gabriel.

## Ab den 1980er Jahren
Gute Verkäufe erzielte Harley nochmals zusammen mit Sarah Brightman mit dem Song The Phantom of the Opera aus dem gleichnamigen Musical, das 1986 bis auf Platz sieben der britischen Hitparade gelangte. Harley wurde 2002 von der britischen Akademie der Komponisten und Songschreiber für sein Werk mit der goldenen Medaille ausgezeichnet.
Gemeinsam mit seinem jüngeren Bruder Ian Nice an den Keyboards tourte er regelmäßig auch in Großbritannien, Deutschland und den Niederlanden. 2004 erschien das Album Anytime!, auf dem Harley seine bekanntesten Songs vorwiegend in unverstärkten Versionen spielte. 2005 veröffentlichte er das Album The Quality of Mercy wieder unter dem Bandnamen Cockney Rebel. Im Mai 2010 kam Harleys elftes Studioalbum Stranger Comes to Town auf den Markt, das in East Anglia mit seiner Tourband produziert wurde.
Im März 2024 starb Steve Harley im Alter von 73 Jahren an einem Krebsleiden. Er war verheiratet und Vater von zwei Kindern.

## Trivia
- Die Band Duran Duran spielte auf verschiedenen Tourneen eine Coverversion von Make Me Smile (Come Up and See Me) als Zugabe. Eine live aufgenommene Version ist auf der B-Seite des Duran-Duran-Hits The Reflex zu hören. Steve Harley wirkt darauf als Gastsänger mit. Die Single wurde deshalb zum begehrten Sammlerobjekt.
- Einige von Harleys Liedern sind in Filmproduktionen zu hören, so z. B. Sebastian und Tumbling Down als Coverversionen in Velvet Goldmine oder Make Me Smile in Ganz oder gar nicht, Der Vorname und Der Nachname.

## Diskografie

### Alben
| Jahr | Titel                           | Höchstplatzierung, Gesamtwochen, AuszeichnungChartplatzierungen (Jahr, Titel, Platzierungen, Wochen, Auszeichnungen, Anmerkungen) | Höchstplatzierung, Gesamtwochen, AuszeichnungChartplatzierungen (Jahr, Titel, Platzierungen, Wochen, Auszeichnungen, Anmerkungen) | Höchstplatzierung, Gesamtwochen, AuszeichnungChartplatzierungen (Jahr, Titel, Platzierungen, Wochen, Auszeichnungen, Anmerkungen) | Anmerkungen                                                        |
| Jahr | Titel                           | DE | UK | US | Anmerkungen                                                        |
| ---- | ------------------------------- | --- | --- | --- | ------------------------------------------------------------------ |
| 1974 | The Psychomodo                  | — | UK8 (20 Wo.)UK | — | Erstveröffentlichung: 3. Juni 1974 Cockney Rebel                   |
| 1975 | The Best Years of Our Lives     | — | UK4 (19 Wo.)UK | — | Erstveröffentlichung: 24. März 1075 Steve Harley & Cockney Rebel   |
| 1976 | Timeless Flight                 | — | UK18 (6 Wo.)UK | — | Erstveröffentlichung: 31. Januar 1976 Steve Harley & Cockney Rebel |
| 1976 | Love’s a Prima Donna            | — | UK28 (3 Wo.)UK | — | Erstveröffentlichung: 7. Oktober 1976 Steve Harley & Cockney Rebel |
| 1977 | Face to Face – A Live Recording | — | UK40 (4 Wo.)UK | — | Steve Harley & Cockney Rebel Livealbum                             |

Weitere Alben
- The Human Menagerie (1973)
- Hobo with a Grin (1978)
- The Candidate (1979)
- Greatest Hits (Steve Harley & Cockney Rebel, 1987)
- Yes You Can (1992)
- Poetic Justice (1996)
- More Than Somewhat – The Very Best of Steve Harley (1998)
- Stripped to the Bare Bones (1999)
- Acoustic and Pure: Live (2002)
- Anytime! (A Live Set) (The Steve Harley Band, 2004)
- The Quality of Mercy (Steve Harley & Cockney Rebel, 2005)
- Stranger Comes to Town (2010)
- Birmingham (live mit Orchestra & Choir, Steve Harley & Cockney Rebel, 2013)

### Singles
| Jahr | Titel Album                                                    | Höchstplatzierung, Gesamtwochen, AuszeichnungChartplatzierungen (Jahr, Titel, Album, Platzierungen, Wochen, Auszeichnungen, Anmerkungen) | Höchstplatzierung, Gesamtwochen, AuszeichnungChartplatzierungen (Jahr, Titel, Album, Platzierungen, Wochen, Auszeichnungen, Anmerkungen) | Höchstplatzierung, Gesamtwochen, AuszeichnungChartplatzierungen (Jahr, Titel, Album, Platzierungen, Wochen, Auszeichnungen, Anmerkungen) | Anmerkungen |
| Jahr | Titel Album                                                    | DE | UK | US | Anmerkungen |
| ---- | -------------------------------------------------------------- | --- | --- | --- | --- |
| 1973 | Sebastian The Human Menagerie                                  | DE30 (1 Wo.)DE | — | — | Erstveröffentlichung: 31. August 1973 Cockney Rebel                                                               |
| 1974 | Judy Teen –                                                    | — | UK5 (11 Wo.)UK | — | Erstveröffentlichung: 11. März 1974 Cockney Rebel                                                                 |
| 1974 | Mr Soft The Psychomodo                                         | — | UK8 (9 Wo.)UK | — | Erstveröffentlichung: 26. Juli 1974 Cockney Rebel                                                                 |
| 1975 | Make Me Smile (Come Up and See Me) The Best Years of Our Lives | DE20 (8 Wo.)DE | UK1 (19 Wo.)UK | US96 (3 Wo.)US | Erstveröffentlichung: 31. Januar 1975 Steve Harley & Cockney Rebel Wiedereintritt in UK 1992, 1995, 2005 und 2015 |
| 1975 | Mr Raffles (Man It Was Mean) The Best Years of Our Lives       | — | UK13 (6 Wo.)UK | — | Erstveröffentlichung: 16. Mai 1975 Steve Harley & Cockney Rebel                                                   |
| 1976 | Here Comes the Sun Love’s a Prima Donna                        | — | UK10 (7 Wo.)UK | — | Erstveröffentlichung: 30. Juli 1976 Original: The Beatles (1969)                                                  |
| 1976 | (I Believe) Love’s a Prima Donna Love’s a Prima Donna          | — | UK41 (4 Wo.)UK | — | Erstveröffentlichung: 15. Oktober 1976                                                                            |
| 1979 | Freedom’s Prisoner The Candidate                               | — | UK58 (3 Wo.)UK | — | Erstveröffentlichung: 30. August 1979                                                                             |
| 1983 | Ballerina (Prima Donna) –                                      | — | UK51 (6 Wo.)UK | — | Erstveröffentlichung: 17. Juni 1983                                                                               |
| 1985 | Irresistible –                                                 | — | UK81 (5 Wo.)UK | — | Erstveröffentlichung: 28. Mai 1985                                                                                |
| 1986 | The Phantom of the Opera –                                     | — | UK7 (10 Wo.)UK | — | Erstveröffentlichung: Januar 1986 Sarah Brightman & Steve Harley aus dem Musical Das Phantom der Oper             |